# Rezerwat przyrody Sokółki
Rezerwat przyrody Sokółki – leśny rezerwat przyrody w gminie Kazimierz Biskupi, powiat koniński, województwo wielkopolskie. Został utworzony w 1996 roku. Powierzchnia rezerwatu wynosi 239,63 ha (akt powołujący podawał 240,00 ha). Obszar rezerwatu podlega ochronie ścisłej.
Największy z rezerwatów Puszczy Bieniszewskiej stanowi pozostałość dawnych Lasów Kazimierzowskich.
Rezerwat Sokółki nie posiada otuliny, funkcję tę spełniają graniczące z nim od północy i zachodu rezerwaty Mielno i Pustelnik.
Dominujące fitocenozy to Galio silvatici-Carpinetum (grąd środkowoeuropejski) oraz łęgi: łęg jesionowo-olszowy i łęg jarzmiankowo-jesionowy. Lasy te charakteryzują się dobrze wykształconym podszytem (grab, klon, buk) i dość bogatym runem.
Spotkać tu można:
- kopytnik pospolity (Asarum europaeum)
- lilia złotogłów (Lilium martagon)
- pierwiosnek lekarski (Primula veris. Primula officinalis)
- kalina koralowa (Viburnum opulus)
- marzanka wonna (Galium odoratum)
- bluszcz pospolity (Hedera helix)
- wawrzynek wilczełyko (Daphne mezereum)
- konwalia majowa (Convallaria majalis)